# Ireneusz Prędki
Ireneusz Prędki (ur. 1 stycznia 1945 r. w Kołaczkowicach) – polski działacz związkowy, przewodniczący Międzyzakładowego Komitetu Założycielskiego (MKZ) NSZZ „S” Ziemi Piotrkowskiej, uczestnik I Krajowego Zjazdu Delegatów NSZZ „Solidarność”, inspektor w zakresie napraw i modernizacji instrumentów nawigacyjnych do samolotów Boeing.

## Życiorys
Ireneusz Prędki urodził się 1 stycznia 1945 r. w Kołaczkowicach. Studiował na Politechnice Łódzkiej na Wydziale Włókienniczym. Uczelnię ukończył w 1970 r. Podczas studiów wstąpił do Zrzeszenia Studentów Polskich, a w 1967 r. został wybrany na przewodniczącego Rady Wydziałowej ZSP. W marcu 1968 r. uczestniczył w wiecach studenckich na Politechnice Łódzkiej, za co został usunięty z uczelni, a następnie, po siedmiu miesiącach, przywrócony w prawach studenta.
Po ukończeniu studiów rozpoczął pracę w Zakładach Przemysłu Wełnianego (ZPW) w Opocznie. We wrześniu 1980 r. wstąpił do NSZZ „Solidarność” i został wybrany na przewodniczącego Komitetu Założycielskiego w ZPW. W październiku 1980 r. został wybrany przewodniczącym Międzyzakładowego Komitetu Założycielskiego (MKZ) NSZZ „S” Ziemi Piotrkowskiej. Był też członkiem Krajowej Komisji Porozumiewawczej.
Ireneusz Prędki był jednym z organizatorów strajku okupacyjnego (18–22 grudnia 1980 r.) w Urzędzie Wojewódzkim w Piotrkowie Trybunalskim. Uczestniczył w negocjacjach zakończonych podpisaniem porozumienia z wojewodą piotrkowskim. We wrześniu i październiku 1981 r. uczestniczył w I Krajowym Zjeździe Delegatów NSZZ „Solidarność”, gdzie pełnił funkcję członka Komisji Uchwał i Wniosków. Wspólnie z innymi działaczami wydawał niezależne pisma, takie jak „Biuletyn Informacyjny MKZ NSZZ «Solidarność» Ziemi Piotrkowskiej” (łącznie ukazało się 11 numerów).
Po ogłoszeniu stanu wojennego 13 grudnia 1981 r. został internowany w Ośrodku Odosobnienia w Sieradzu (do 5 stycznia 1982 r.), a następnie w Łowiczu (do 1 sierpnia 1982 r.) i Kwidzynie (do 15 listopada 1982 r.). Po zwolnieniu został przeniesiony na gorsze stanowisko służbowe. W 1982 r. był współorganizatorem i członkiem Rady Pracowniczej w ZPW Opoczno. 
W latach 1982–1984 w jego mieszkaniu przeprowadzano wielokrotne rewizje. W 1985 r. został zwolniony z pracy. W latach 1985–1988 był wielokrotnie przesłuchiwany w Powiatowym i Wojewódzkim Urzędzie Spraw Wewnętrznych w sprawie domniemanych nadużyć finansowych w Pracowniczej Spółdzielni Mieszkaniowej przy ZPW Opoczno, której był założycielem i prezesem. Ostatecznie w 1988 r. został oczyszczony z zarzutów. 
Od 1987 r. Ireneusz Prędki bezskutecznie wielokrotnie starał się (19 maja 1987, 5 sierpnia 1987, 11 lutego 1988 i 9 marca 1988) o wydanie paszportu na wyjazd stały do Stanów Zjednoczonych. Dopiero w lutym 1989 r. udało mu się wyemigrować do USA, gdzie do 2004 r. pracował jako technik i inspektor w zakresie napraw i modernizacji instrumentów nawigacyjnych do samolotów Boeing. W 1990 r. reaktywował Szkołę im. Juliusza Słowackiego przy Domu Polskim w Seattle. Od 2004 r. prowadził własną firmę zajmującą się remontami i modernizacją domów oraz ogrodów. Od 2005 r. jest członkiem Koła Przyjaciół Fundacji Jana Pawła II przy Wspólnocie Polskiej Parafii św. Małgorzaty w Seattle. Odszedł na emeryturę w styczniu 2010 r.

## Odznaczenia
8 lipca 2013 r. za wybitne zasługi w działalności na rzecz przemian demokratycznych w Polsce został odznaczony Krzyżem Kawalerskim Orderu Odrodzenia Polski.